# Zapoték civilizáció
A zapoték civilizáció ( Kr. e 700- Kr. u. 1521) egy indián, prekolumbián civilizáció volt, ami a közép-amerikai Oaxaca-völgyben virágzott. A régészeti bizonyítékok alapján, ez a kultúra legalább 2500 évvel ezelött kezdődött el. Monte Alban-ban, a legfontosabb zapoték régészeti helyszínén monumentális épületek, labdajáték pálya, és csodálatos sírok maradtak fenn, a sirokban pedig gazdag leletanyag, beleértve szépen munkált arany ékszereket. Monte Alban volt Mezo-amerika egyik első nagyvárosa, és ez volt a zapoték állam központja, ahonnan a ma Oaxaca államnak nevezett területet irányították. 
Történelem:
A zapoték civilizáció a Kr.e. 6.sz-ban kezdődött el az Oaxaca-völgyben. Az Oaxaca-völgy gyakorlatilag három völgyet jelent, és mindháromban különböző társadalom alakult ki, míg a völgyek között egy a 80 km-es lakatlan senki földje húzódott. A mai Oaxaca városát jóval később alapították meg ezen a területen. A régészeti bizonyítékok, mint a felégetett templomok, és a feláldozott hadi foglyok arra mutatnak, hogy a három völgy népe harcban állt egymással. Az un. Rosario korszak végén (Kr. e. 700- Kr. e. 500) a legnagyobb településnek a völgyekben St Jose Mogote számított. Ugyanebben az időszakban, új várost alapítottak az addig lakatlan senki földjén, fenn a hegytetőn, kiváló kilátással a völgyekre, ez lett Monte Alban. A korai Monte Alban kerámia, még hasonlít a San Mogote kerámiához, ami arra utal, hogy Mogote lakói alapították Monte Alban-t. Bár nincs közvetlen forrásunk Monte Alban kezdeti időszakához, de úgy tűnik a falakat Kr e 100-Kr.u. 200 között emelték. Két amerikai régész: Joyce Marcus és Kent V. Flannery szerint hasonló folyamat zajlott le itt is, mint az antik Hellászban, azaz kisebb települések tömörültek össze egy nagyobb várossá.
A zapoték állam alatt Monte Alban városa folyamatosan bővült, az úgynevezett első periódus végén (Kr. e. 400-100) és az egész második periódus alatt is (Kr. e 100- Kr.u. 200) miközben a zapoték uralkodók kiterjesztették uralmukat az Oaxaca völgyön túl is. Kr. u. 200-ban a zapoték uralom északon Quuiotepec-ig, délen pedig Chiltepec-ig tartott, Monte Alban Délnyugat-Mexikó legnagyobb településévé nőtte ki magát, és jelentőségét nagyjából Kr.u. 700-ig megtartotta.
A zapoték birodalom terjeszkedett egész a Monte Alban 2. periódusa alatt és a zapotékek a völgyektől távol is számos települést meghódítottak. Ennek nyoma megfigyelhető a térség kerámia-motivumban is.
A régész Alfonso Caso, aki az elsők között végzett ásatást Monte Alban-ban még az 1930-as években, megállapította, hogy a város főtere bizonyítja a zapoték királyság gyors terjeszkedését. Az úgynevezett J épület, ami egy nyilfejre emlékeztet, ellentétben a többi nagy épülettel. 40 faragott oszlop is magában foglal hieroglif jelekkel. A szakértők értelmezése szerint a jelek azt írják le, mely területek állnak a zapoték uralom alatt. Mindegyik jel-csoport egy fejet ábrázol, gondos frizurával. ez jelentheti a zapoték uralmat. A fejek kifelé néznek, ami azt jelenti, hogy zapoték megszállás alá kerültek. Ebből az okból kifolyólag a J épületet hódítási tábla-nak is nevezik.
Marcus V Flannery szerint: Monte Alban második időszakának hódítása, kolonizációt is jelentett egyben, azaz a zapotékok a kulturájukat is elterjesztették a térségben. 
A zapoték kifejezés etimológiája: eredetileg ez egy azték/nahuatl kifejezés, jelentése pedig a: sapote hely lakói. A zapotékok neve saját magukra Be’ena’a, ami annyit tesz a köd emberek.
Nyelvük: a zapoték nyelv a közép-amerikai nyelvek között az Oto-manguean nyelvcsalád tagja. A zapoték nagyon közeli rokona a chatino nyelv. A zapoték nyelveket használják ma is beszélik a Sierra hegyvidék egy részén, a központi völgyekben, a délnyugati Sierra-ban, a Tehuantepec földnyelven, és az óceáni partvidéken is. A migráció évtizedei után, a zapoték nyelvet beszélik Mexico város és Los Angeles bizonyos kerületeiben is. Alapvetően hét zapoték nyelv létezik, és nagyjából 100 dialektus. A zapoték egy hangzó nyelv, ami azt jelenti, hogy a hangsúly megváltoztatja a szó jelentését. Négyféle hanglejtés létezik a zapotékban: a magas, az alacsony, az emelkedő és a lejtő.
Társadalom: Monte Alban első és második korszaka közt tekintélyes növekedést mutatott fel az Oaxaca völgy lakossága. Ahogy nőtt a lakosság, úgy erősödött a központi hatalom is, és alakult át a társadalmi tagozódás is. Monte Alban első és második korszaka alatt a völgy több kisebb államra esett szét, és regionális hatalmi központok jöttek létre.
Földrajz: a központi völgy a zapoték civilizáció bölcsője. A három széles völgy- a nyugati Etla, a déli Ocotlan, és a keleti Mitla- jelentik a közvetlen környezetét a mai Oaxaca de Juarez városának, amely 200 km-re fekszik délre Mexico city-től. Hegyek ölelik körbe Oaxaca völgyeit, északról a Sierra Norte, délről pedig a Tlacolula-hegység. Ez e terület ideális a mezőgazdaságnak, és a régészet szerint, ez tekinthető a kukorica-termesztés egyik bölcsőjének is. Akkoriban a völgyek talaját még nem pusztította le az erózió, mint ahogy manapság látjuk, tölgy és fenyő erdők borították a közeli hegyeket, amiket még nem termeltek ki. Az éghajlat nem a legideálisabb, ugyanis novembertől májusig tart a száraz évszak, de a folyók mentén évente kétszer is lehet vetni és aratni.
Az Etla és Ocotlan völgyein átfolyik az Atoyac folyó, és a folyó időnként elárasztja a környező földeket. A folyótól távolabbra eső termő földekre csatornákon át jutott el a víz. A forrásokat felhasználva a zapotékok megoldották Monte Alban víz ellátását is, 400 méterrel a tengerszint felett. A régészek megtalálták a vízszállító csatornák nyomait, ami egy víztározóból és egy délkeleti irányú csatornából állt. Ez egymagában még kevés lehetett a nagy számú lakosság számára igy valószínű, hogy több csatorna is vezethetett Monte Alban-ba. Hasonlóképpen a síkságon megtermelt kukorica nem lehetett elég a lakosságnak, így valószínűleg a domboldalakon is termeltek kukoricát. 
Technológia: a zapotékok használtak naptárt és egy képírásos rendszert az íráshoz. Minden kép egy betűnek feleltettek meg. A zapoték volt Meso-Amerika egyik legelső írása, és előzménye a maja, az azték és a mixték irás-rendszereknek. Egyelőre tudományosan vitatott, hogy vajon az olmék irás Kr.e. 650 tájáról, megelőzte a legrégebbi zapoték írást, amit Kr. e. 500-ra datálnak.
Az aztékok fővárosában zapoték és mixték kézművesek dolgoztak, és többek közt az uralkodóknak is készítettek ékszereket. A kapcsolat Közép-Mexikóval ennél régebbre megy vissza, amire az is utal, hogy Monte Alban-ban Tenochtitlan építészeti hatása kimutatható, akárcsak más fontos zapoték központokban is. A zapotékok letelepedett kultúrában éltek, falvakban és városokban, a házaikat pedig kőből építették habarccsal.